# Anisomysis brevicauda
Anisomysis brevicauda är en kräftdjursart som beskrevs av Wang 1989. Anisomysis brevicauda ingår i släktet Anisomysis och familjen Mysidae. Inga underarter finns listade i Catalogue of Life.